# Baščeluci
Baščeluci (cyr. Башчелуци) – wieś w Serbii, w okręgu maczwańskim, w mieście Loznica. W 2011 roku liczyła 872 mieszkańców.